# Haeterius ferrugineus
Czworoboczek (Haeterius ferrugineus) – gatunek myrmekofilnego chrząszcza z rodziny gnilikowatych, podrodziny Haeteriinae. Ma zbliżony do kulistego kształt. Długość ciała wynosi 1,5–2 mm. Ciało chrząszcza jest barwy czerwonożółtej, pokryte złotawymi szczecinkami.
Jedyny występujący w Polsce i Europie przedstawiciel rodzaju Haeterius. Zasięg występowania obejmuje południową i środkową Europę, Wyspy Brytyjskie, Kaukaz. Prawdopodobnie występuje w całej Polsce oprócz wysokich gór, ale spotykany jest nieczęsto. Żyje w mrowiskach mrówek z rodzajów Formica (mrówki rudnicy, pierwomrówki łagodnej, pierwomówki krasnolicej, zbójnicy krwistej, mrówki ćmawej), Polyergus (mrówki amazonki), Myrmica (wścieklicy uszatki), Leptothorax (smuklicy zwyczajnej), Lasius (kartonówki zwyczajnej, podziemnicy zwyczajnej, hurtnicy pospolitej) i Tapinoma (koczowniczki czarnej).
Już Wasmann obserwował myrmekofilne zachowania tego gatunku chrząszcza. Stwierdził, że żyjąc w mrowisku owad odżywia się głównie martwymi i rannymi mrówkami. Niekiedy pożera również larwy i poczwarki. Mrówki zazwyczaj nie reagują na obecność czworoboczków, gdy jednak zaatakują chrząszcza, ten udaje martwego – nie porusza się, a jego odnóża ściśle przylegają do tułowia. Mrówki oblizują owada, przenoszą go z miejsca na miejsce i w końcu porzucają. Nie potwierdzono, czy chrząszcz ma specjalne gruczoły uwalniające atrakcyjną dla mrówek wydzielinę, których obecność na krawędziach tułowia podejrzewali niektórzy badacze jego biologii. Hölldobler wykazał, że H. ferrugineus, podobnie jak amerykański gatunek H. brunneipennis, niekiedy wyłudza pokarm od robotnic. W obecności mrówki chrząszcz wyprostowuje przednią parę odnóży i powoli nimi macha, zwracając jej uwagę. Dotyka ona czułkami i oblizuje chrząszcza, zwracając przy tym niewielką ilość pokarmu, który chrząszcz zjada.